# 堀部直壮
堀部 直壮（ほりべ なおあき、1997年4月17日 - ）は、ジャパンラグビーリーグワンクボタスピアーズ船橋・東京ベイに所属するラグビー選手。

## プロフィール
- 福岡県出身。
- ポジションはロック(LO)。
- 身長 191 cm、体重 100 kg
- 関西学生代表に選ばれたことがある[1]。
- ジュニア・ジャパンに選ばれたことがある[2]。
- U20日本代表に選ばれたことがある[3]。

## 略歴
6歳からラグビーを始めた。
2016年、筑紫高校卒業後、同志社大学に入る。なお筑紫高校時代、高校日本代表に選ばれたことがある。
2020年、同志社大学卒業後、クボタスピアーズ(現・クボタスピアーズ船橋・東京ベイ)に加入。
2021年3月14日にジャパンラグビートップリーグ第4節Honda HEAT戦に先発出場で公式戦初出場を果たす。